# Övre Kvarntjärnen, Västerbotten
Övre Kvarntjärnen är en sjö i Skellefteå kommun i Västerbotten och ingår i Byskeälvens huvudavrinningsområde. Sjön har en area på 0,0691 kvadratkilometer och ligger 297,4 meter över havet. Sjön avvattnas av vattendraget Ledvassbäcken.

## Delavrinningsområde
Övre Kvarntjärnen ingår i det delavrinningsområde (725411-169395) som SMHI kallar för Mynnar i Byskeälvens vattendragsyta. Medelhöjden är 300 meter över havet och ytan är 1,02 kvadratkilometer. Räknas de 8 avrinningsområdena uppströms in blir den ackumulerade arean 55,61 kvadratkilometer. Ledvassbäcken som avvattnar avrinningsområdet har biflödesordning 2, vilket innebär att vattnet flödar genom totalt 2 vattendrag innan det når havet efter 94 kilometer. Avrinningsområdet består mestadels av skog (90 procent). Avrinningsområdet har 0,07 kvadratkilometer vattenytor vilket ger det en sjöprocent på 7 procent.